# Holy Riders MC
Holy Riders MC är en kristen MC-klubb i Norge, som bildades 1981, med syfte att sprida evangelium bland MC-folk, och klubben har idag närmare 400 medlemmar.
Det finns regionsavdelningar (Chapters) utanför Norge, nämligen i Småland, Skåne, Dalarna, Tyskland  och Ryssland.